# Pošta Slovenije
Pošta Slovenije (in italiano Poste della Slovenia) è una società statale responsabile del servizio postale in Slovenia. La sede si trova in piazza Slomšek 10 ( Slomškov trg 10 ) a Maribor. Boris Novak è l'amministratore delegato dell'amministrazione postale slovena dal 2012.
Pošta Slovenije d.o.o. è stata costituita nel 1995 quando la PTT (Pošta, Telegraf in Telefon) è stata divisa in PS e Telekom Slovenije, d.d. Oltre ai soliti servizi postali, Pošta Slovenije fornisce anche altri servizi logistici, come consegne espresse, servizi bancari (Novo kreditno banka Maribor - NKBM) e di cambio nei suoi uffici postali, così come la vendita al dettaglio di prodotti stampati e altri.

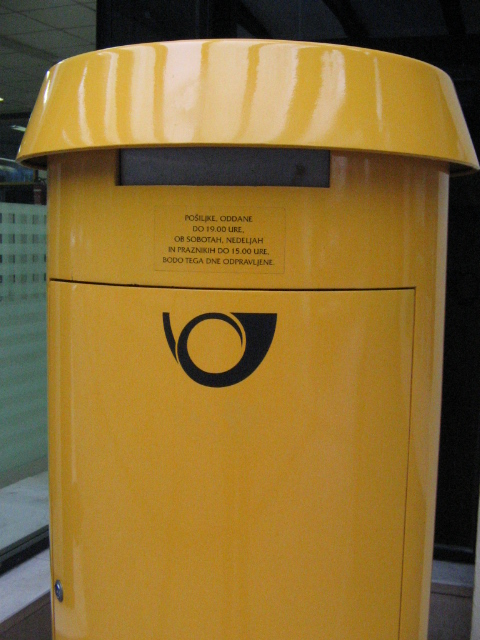
Cassetta postale slovena

Dagli anni 2010, la Posta slovena ha riorganizzato il numero di filiali in linea con gli operatori e le tendenze straniere, sostituendo alcune filiali con macchine per i pacchi, unità di consegna e ritiro automatizzate e punti di contatto alternativi, comprese le stazioni di servizio. Secondo i rapporti dei media, nel 2019 il servizio postale ha introdotto l'attrezzatura più avanzata per l'instradamento dei pacchi. Il servizio postale sta realizzando un profitto.
Nel 2019 Pošta Slovenije ha acquisito la società di logistica Intereuropa.
Pošta Slovenije ha ricevuto il premio internazionale European Energy Manager of the Year nel 2013 e ha ricevuto il Silver Quality Award dall'Unione Postale Universale